# ÉQUIDYN
ÉQUIDYN est une architecture standardisée organisant en réseau les équipements dynamiques routiers. Son nom vient de la contraction de Équipements dynamiques de la route.
Initié en 1995 par le ministère des transports français sur le modèle de SIREDO, ÉQUIDYN garantit l'interopérabilité des équipements et une standardisation fonctionnelle.
L'élément majeur commun de ÉQUIDYN est le langage de commande routier ou LCR normalisé par l'AFNOR en 1998.
ÉQUIDYN a vocation à couvrir le domaine des panneaux à messages variables, la mesure du trafic routier SIREDO, les caméras de surveillance routière, les matrices de commutation d'images vidéo, le contrôle d'accès autoroutier, la détection automatique d'incidents, la météorologie routière, la signalisation en tunnel, les réseaux d'appels d'urgence.
Le site www.equidyn.fr n'est plus actif pour une raison inconnue. Ce site est le site référence qui permet de connaître et de comprendre le contexte normalisé AFNOR lié à l'exploitation du trafic routier. Les normes afférentes sont le résultat de travaux officiels publics et consensuels (principes des normes NF) depuis 1985. 